# Pseudophilautus
Genre
Synonymes
- Kirtixalus Dubois, 1987 "1986"

Pseudophilautus est un genre d'amphibiens de la famille des Rhacophoridae.

## Répartition
Ce genre regroupe 79 espèces qui se rencontrent au Sri Lanka et en Inde.

## Liste d'espèces
Selon Amphibian Species of the World (19 mai 2015) :
- Pseudophilautus abundus (Manamendra-Arachchi & Pethiyagoda, 2005)
- Pseudophilautus adspersus (Günther, 1872)
- Pseudophilautus alto (Manamendra-Arachchi & Pethiyagoda, 2005)
- Pseudophilautus amboli (Biju & Bossuyt, 2009)
- Pseudophilautus asankai (Manamendra-Arachchi & Pethiyagoda, 2005)
- Pseudophilautus auratus (Manamendra-Arachchi & Pethiyagoda, 2005)
- Pseudophilautus bambaradeniyai Wickramasinghe, Vidanapathirana, Rajeev, Ariyarathne, Chanaka, Priyantha, Bandara & Wickramasinghe, 2013
- Pseudophilautus caeruleus (Manamendra-Arachchi & Pethiyagoda, 2005)
- Pseudophilautus cavirostris (Günther, 1869)
- Pseudophilautus cuspis (Manamendra-Arachchi & Pethiyagoda, 2005)
- Pseudophilautus dayawansai Wickramasinghe, Vidanapathirana, Rajeev, Ariyarathne, Chanaka, Priyantha, Bandara & Wickramasinghe, 2013
- Pseudophilautus decoris (Manamendra-Arachchi & Pethiyagoda, 2005)
- Pseudophilautus dilmah Wickramasinghe, Bandara, Vidanapathirana, Tennakoon, Samarakoon & Wickramasinge, 2015
- Pseudophilautus dimbullae (Shreve, 1940)
- Pseudophilautus eximius (Shreve, 1940)
- Pseudophilautus extirpo (Manamendra-Arachchi & Pethiyagoda, 2005)
- Pseudophilautus femoralis (Günther, 1864)
- Pseudophilautus fergusonianus (Ahl, 1927)
- Pseudophilautus folicola (Manamendra-Arachchi & Pethiyagoda, 2005)
- Pseudophilautus frankenbergi (Meegaskumbura & Manamendra-Arachchi, 2005)
- Pseudophilautus fulvus (Manamendra-Arachchi & Pethiyagoda, 2005)
- Pseudophilautus hallidayi (Meegaskumbura & Manamendra-Arachchi, 2005)
- Pseudophilautus halyi (Boulenger, 1904)
- Pseudophilautus hankeni Meegaskumbura & Manamendra-Arachchi, 2011
- Pseudophilautus hoffmanni (Meegaskumbura & Manamendra-Arachchi, 2005)
- Pseudophilautus hoipolloi (Manamendra-Arachchi & Pethiyagoda, 2005)
- Pseudophilautus hypomelas (Günther, 1876)
- Pseudophilautus jagathgunawardanai Wickramasinghe, Vidanapathirana, Rajeev, Ariyarathne, Chanaka, Priyantha, Bandara & Wickramasinghe, 2013
- Pseudophilautus kani (Biju & Bossuyt, 2009)
- Pseudophilautus karunarathnai Wickramasinghe, Vidanapathirana, Rajeev, Ariyarathne, Chanaka, Priyantha, Bandara & Wickramasinghe, 2013
- Pseudophilautus leucorhinus (Lichtenstein & Martens, 1856)
- Pseudophilautus limbus (Manamendra-Arachchi & Pethiyagoda, 2005)
- Pseudophilautus lunatus (Manamendra-Arachchi & Pethiyagoda, 2005)
- Pseudophilautus macropus (Günther, 1869)
- Pseudophilautus maia (Meegaskumbura, Manamendra-Arachchi, Schneider & Pethiyagoda, 2007)
- Pseudophilautus malcolmsmithi (Ahl, 1927)
- Pseudophilautus microtympanum (Günther, 1858)
- Pseudophilautus mittermeieri (Meegaskumbura & Manamendra-Arachchi, 2005)
- Pseudophilautus mooreorum (Meegaskumbura & Manamendra-Arachchi, 2005)
- Pseudophilautus nanus (Günther, 1869)
- Pseudophilautus nasutus (Günther, 1869)
- Pseudophilautus nemus (Manamendra-Arachchi & Pethiyagoda, 2005)
- Pseudophilautus newtonjayawardanei Wickramasinghe, Vidanapathirana, Rajeev, Ariyarathne, Chanaka, Priyantha, Bandara & Wickramasinghe, 2013
- Pseudophilautus ocularis (Manamendra-Arachchi & Pethiyagoda, 2005)
- Pseudophilautus oxyrhynchus (Günther, 1872)
- Pseudophilautus papillosus (Manamendra-Arachchi & Pethiyagoda, 2005)
- Pseudophilautus pardus (Meegaskumbura, Manamendra-Arachchi, Schneider & Pethiyagoda, 2007)
- Pseudophilautus pleurotaenia (Boulenger, 1904)
- Pseudophilautus poppiae (Meegaskumbura & Manamendra-Arachchi, 2005)
- Pseudophilautus popularis (Manamendra-Arachchi & Pethiyagoda, 2005)
- Pseudophilautus procax (Manamendra-Arachchi & Pethiyagoda, 2005)
- Pseudophilautus puranappu Wickramasinghe, Vidanapathirana, Rajeev, Ariyarathne, Chanaka, Priyantha, Bandara & Wickramasinghe, 2013
- Pseudophilautus regius (Manamendra-Arachchi & Pethiyagoda, 2005)
- Pseudophilautus reticulatus (Günther, 1864)
- Pseudophilautus rugatus (Ahl, 1927)
- Pseudophilautus rus (Manamendra-Arachchi & Pethiyagoda, 2005)
- Pseudophilautus samarakoon Wickramasinghe, Vidanapathirana, Rajeev, Ariyarathne, Chanaka, Priyantha, Bandara & Wickramasinghe, 2013
- Pseudophilautus sarasinorum (Müller, 1887)
- Pseudophilautus schmarda (Kelaart, 1854)
- Pseudophilautus schneideri Meegaskumbura & Manamendra-Arachchi, 2011
- Pseudophilautus semiruber (Annandale, 1913)
- Pseudophilautus silus (Manamendra-Arachchi & Pethiyagoda, 2005)
- Pseudophilautus silvaticus (Manamendra-Arachchi & Pethiyagoda, 2005)
- Pseudophilautus simba (Manamendra-Arachchi & Pethiyagoda, 2005)
- Pseudophilautus singu (Meegaskumbura, Manamendra-Arachchi & Pethiyagoda, 2009)
- Pseudophilautus sirilwijesundarai Wickramasinghe, Vidanapathirana, Rajeev, Ariyarathne, Chanaka, Priyantha, Bandara & Wickramasinghe, 2013
- Pseudophilautus sordidus (Manamendra-Arachchi & Pethiyagoda, 2005)
- Pseudophilautus steineri (Meegaskumbura & Manamendra-Arachchi, 2005)
- Pseudophilautus stellatus (Kelaart, 1853)
- Pseudophilautus stictomerus (Günther, 1876)
- Pseudophilautus stuarti (Meegaskumbura & Manamendra-Arachchi, 2005)
- Pseudophilautus tanu (Meegaskumbura, Manamendra-Arachchi & Pethiyagoda, 2009)
- Pseudophilautus temporalis (Günther, 1864)
- Pseudophilautus variabilis (Günther, 1858)
- Pseudophilautus viridis (Manamendra-Arachchi & Pethiyagoda, 2005)
- Pseudophilautus wynaadensis (Jerdon, 1854)
- Pseudophilautus zal (Manamendra-Arachchi & Pethiyagoda, 2005)
- Pseudophilautus zimmeri (Ahl, 1927)
- Pseudophilautus zorro (Manamendra-Arachchi & Pethiyagoda, 2005)

## Taxinomie
Ce genre a été relevé de sa synonymie avec le genre Philautus en 2009. Depuis le genre Raorchestes a été créé à partir d'un groupe d'espèces de Pseudophilautus.

## Publication originale
- Laurent, 1943 : Contribution à l'ostéologie et à la systématique des rhacophorides non Africains. Bulletin du Musée Royal d'Histoire Naturelle de Belgique, vol. 19, p. 1-16.